# Fraise
Pour les articles homonymes, voir fraise (homonymie).

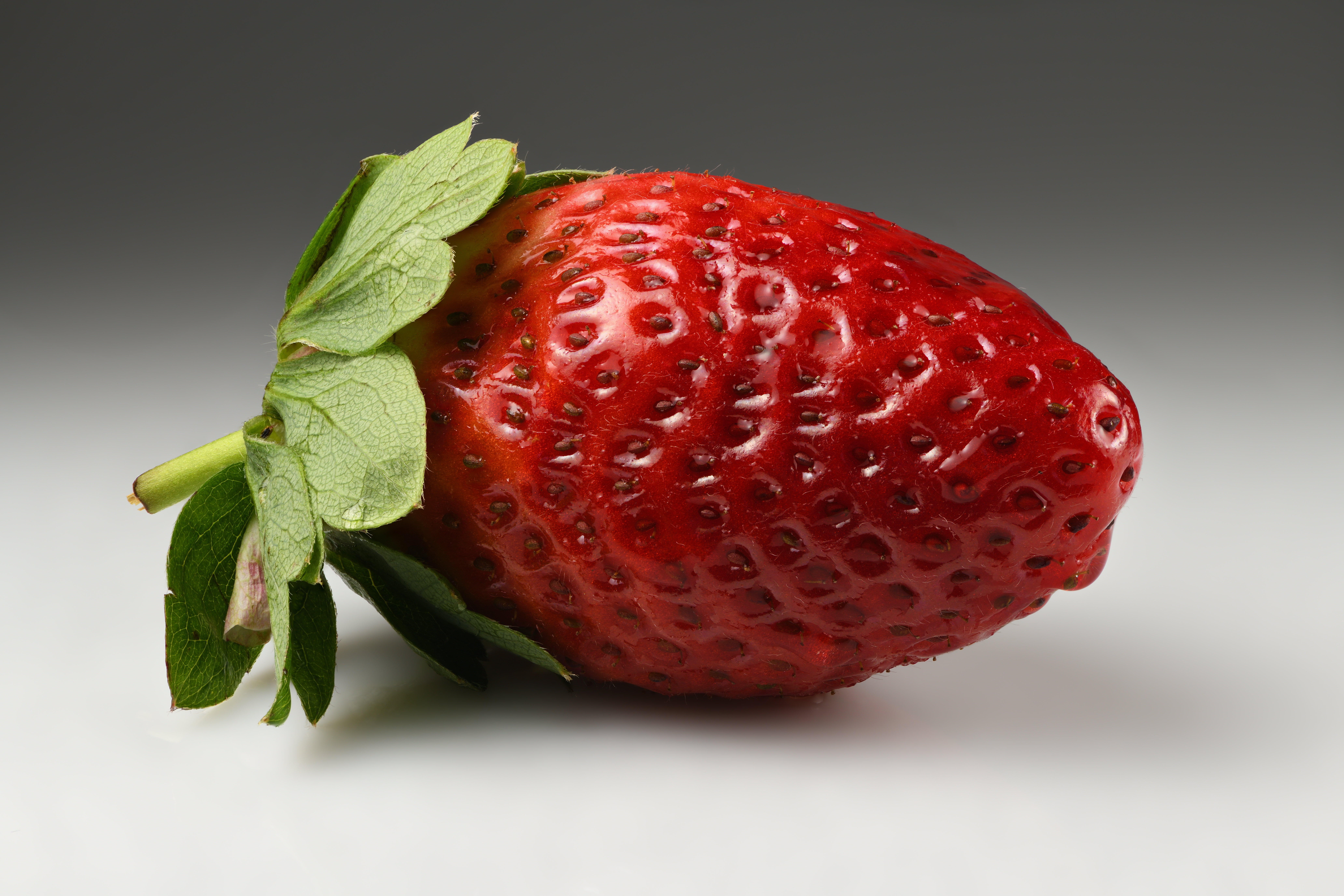
Fraise.

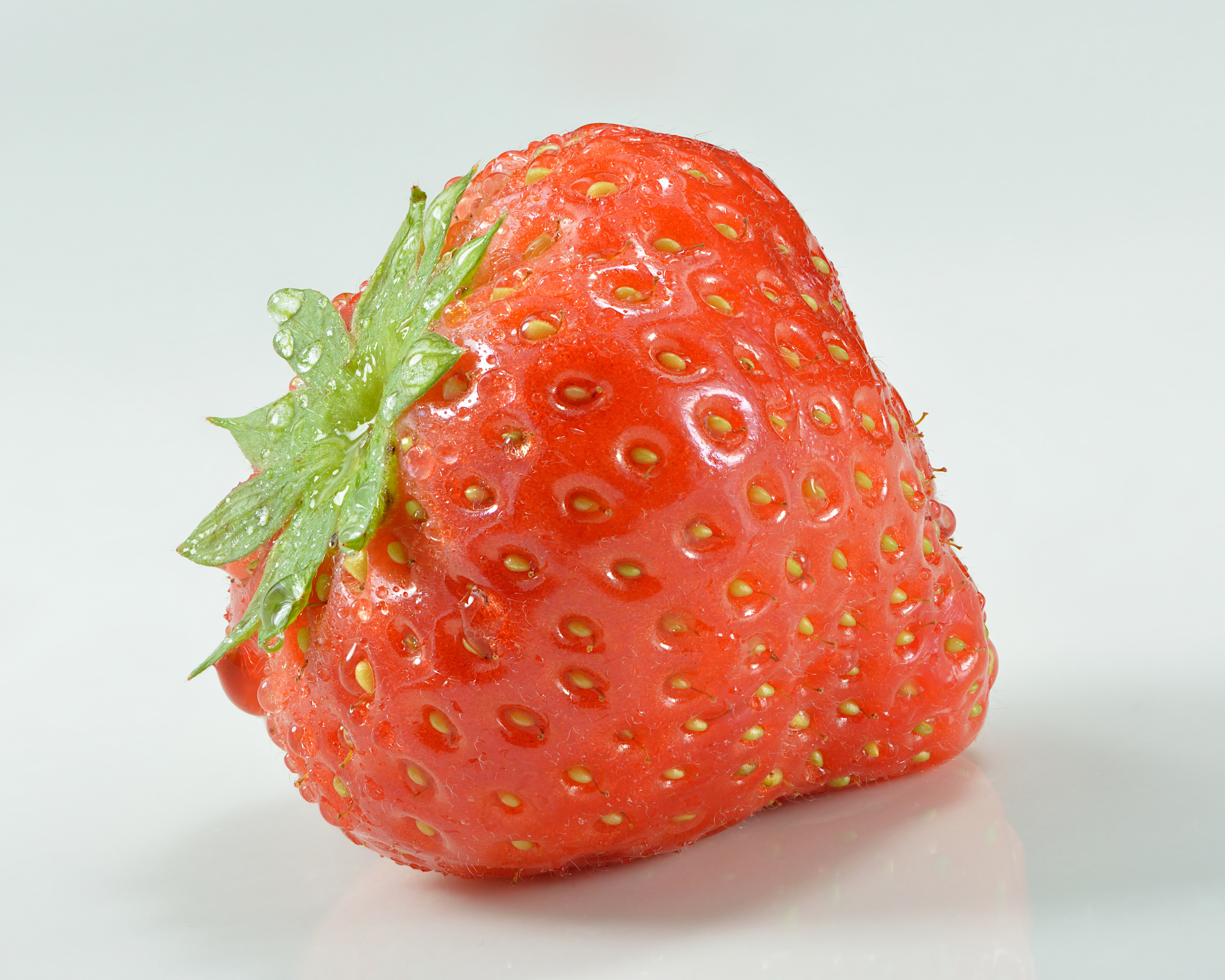
Fraise.

La fraise est un petit fruit rouge issu des fraisiers, espèces de plantes herbacées appartenant au genre Fragaria (famille des Rosacées), dont plusieurs variétés sont cultivées. La fraise est, en terme botanique, un faux-fruit, les vrais fruits étant les petits akènes qui pointent à sa surface.

## Étymologie
D’abord freise (XIIe siècle), issu du latin fragum.
La fraise fait appel à des paillages épais, d'où le nom vernaculaire en anglais de strawberry, la « baie de paille »).[réf. nécessaire]

## Biologie, botanique
Ce fruit rouge est botaniquement parlant un faux-fruit ; il s'agit en réalité d'un réceptacle charnu sur lequel sont disposés régulièrement des akènes dans des alvéoles plus ou moins profondes. La fraise est donc un polyakène.
La fraise fait partie des 6 % environ de végétaux qui existent avec une forme mâle et une forme femelle. Elle se présente d’ailleurs sous trois formes : mâle, femelle et combinée. Les fleurs femelles ne portent pas d'anthères.

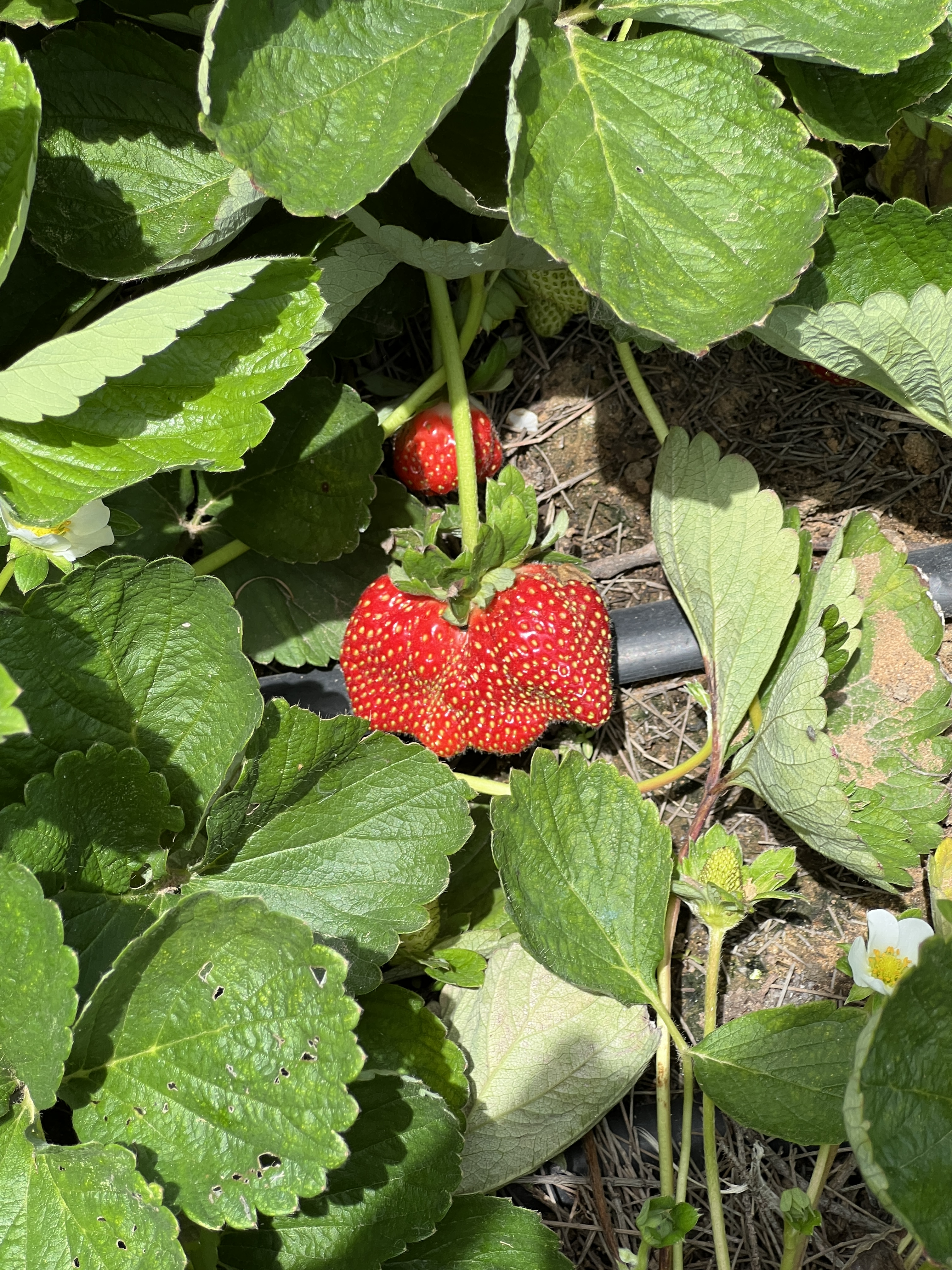
Fraises fraîches poussant au soleil au jardin de Bouchra au Sénégal.

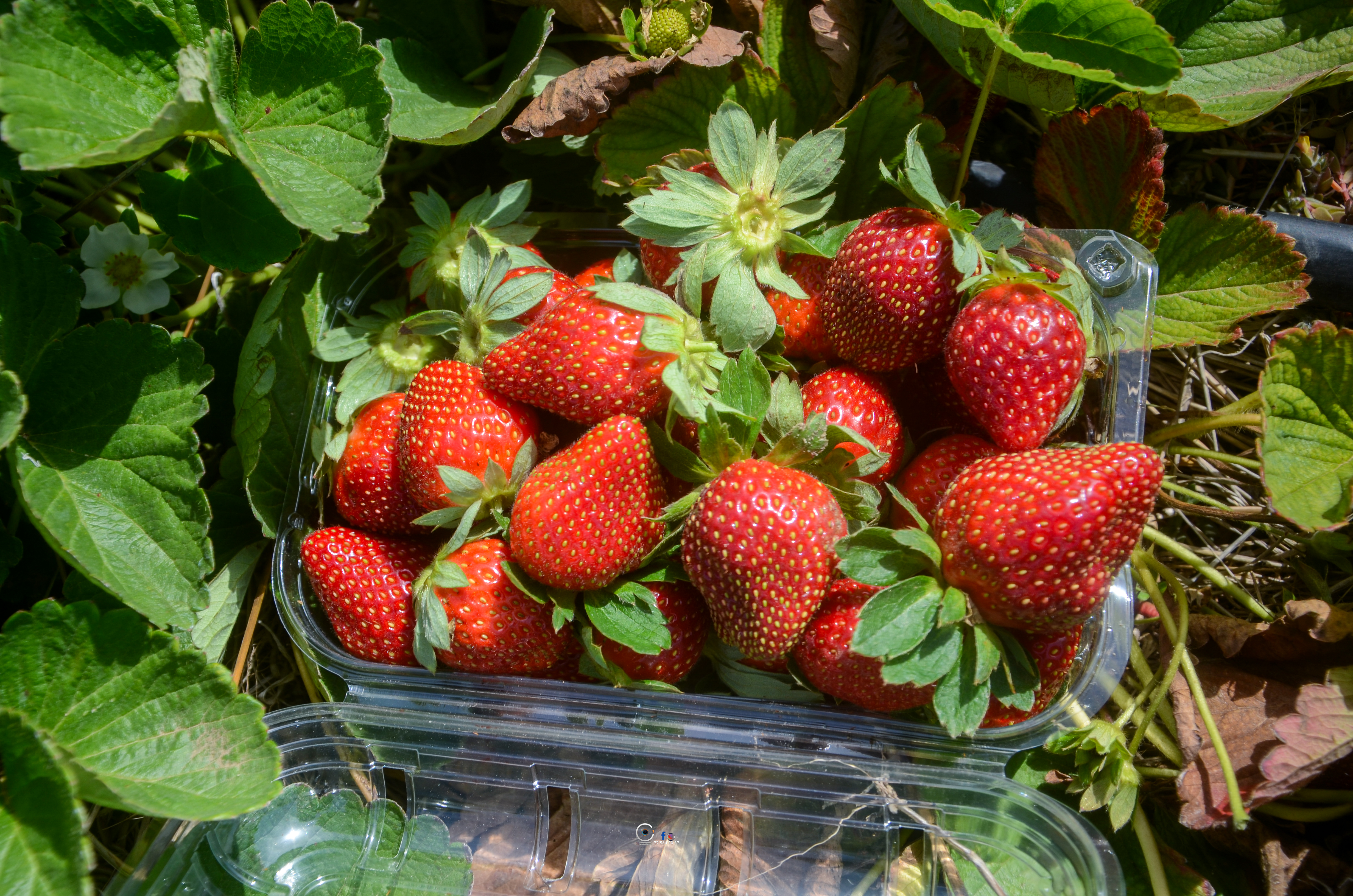
Culture Fraise au niveau de la zone verte de Diamniadio Sénégal.

On a récemment montré que les gènes qui déterminent le sexe d'un plant de fraisier peuvent être positionnés en plusieurs endroits très différents du génome (lequel s'inscrit dans 56 chromosomes, organisés en 7 groupes de 8 chromosomes ; à titre de comparaison l'homme n'a « que » 46 chromosomes, organisés en 23 paires).
Les fraises du commerce sont des hybrides cultivés, assez éloignés des fraises sauvages, sélectionnés en fonction du goût, de la taille, de la facilité à être cultivés, cueillis, conservés et transportés, etc.

### Autres fruits appelésfraises
Bien que le terme fraise se réfère exclusivement au genre  Fragaria, celui-ci peut également être employé par extension à d'autres fruits dont l'espèce porte, à tort, le nom vernaculaire de fraiser.
- Fraise de Chine : fruit de Myrica rubra souvent confondu avec ceux de l'arbousier ;
- Fraise d'Inde : fruit de Potentilla indica, ressemblant à la fraise des bois comme d'autres fruits du genre Potentilla, sans intérêt alimentaire.

## Historique

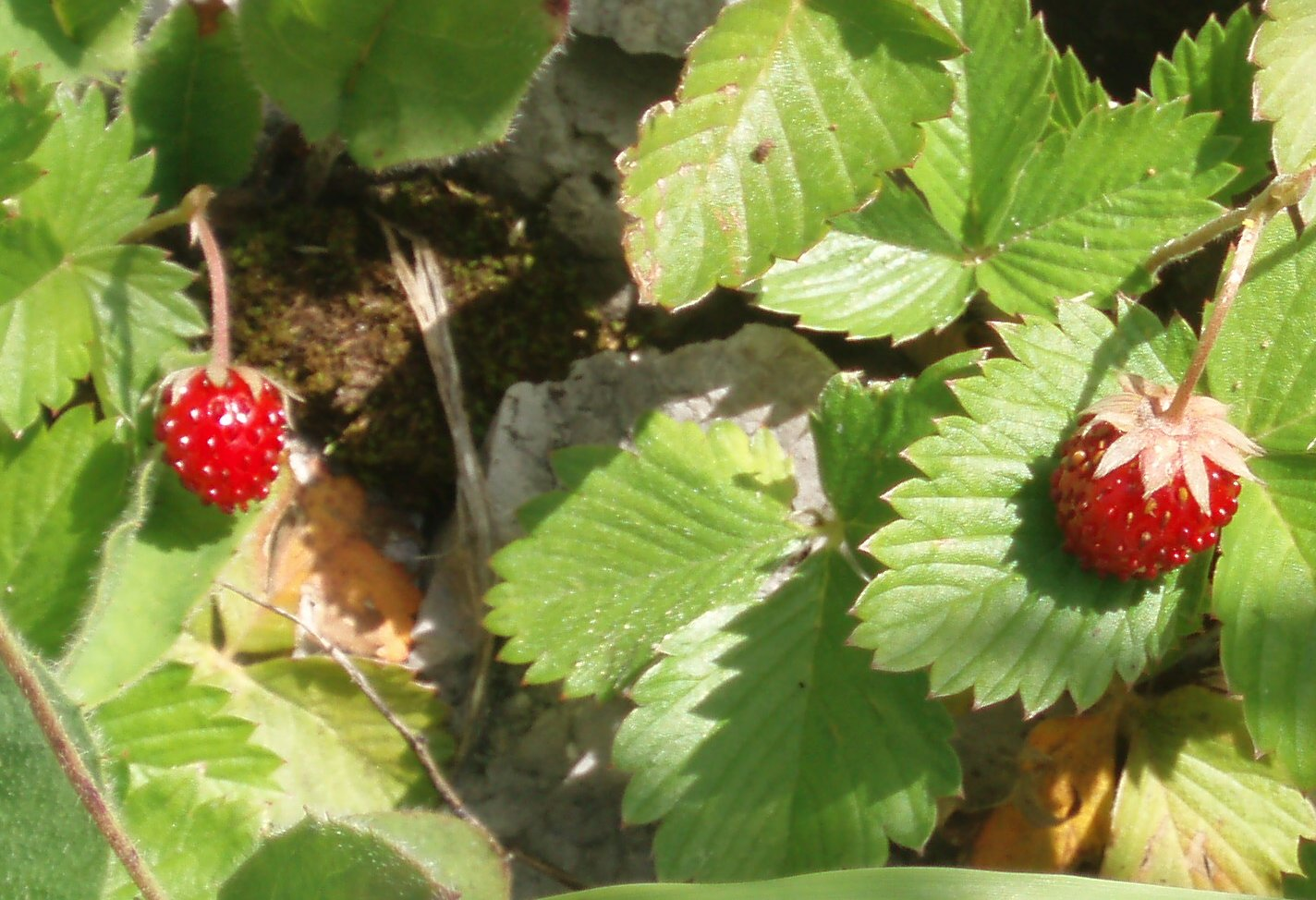
Fraisier des bois.

Chili, terre des fraises à gros fruits.

En Europe et en Amérique du Nord, les fruits de l’espèce Fragaria vesca, le fraisier des bois, sont de petite taille. Ils sont connus et appréciés depuis l'Antiquité par les Romains qui les consommaient et les utilisaient dans leurs produits cosmétiques en raison de leur odeur agréable. Le fraisier est cultivé dans les jardins européens vers le XIVe siècle.
Le fraisier musqué est connu pour ses fruits petits d'une saveur musquée unique, que les connaisseurs donnent comme supérieurs à la fraise des jardins. Il est cultivé depuis le XVIe siècle. Le premier cultivar connu du genre Fragaria appartient à cette espèce avec Le chapiron nommé en 1576.
Le fraisier vert a été très peu cultivé car ses fruits sont moins appréciés du fait de leur acidité plus forte que les espèces ci-dessus. Cependant il a fait l'objet de cueillette pour la consommation personnelle.
Entre 1534 et 1541, l'explorateur malouin Jacques Cartier rapporte du Canada des plants de fraisier de Virginie (Fragaria virginiana Mill. subsp. virginiana). L'espèce intéresse assez par ses fruits robustes, sucrés et parfumés pour être cultivée pour le commerce surtout en Grande-Bretagne et aux États-Unis. Encore de nos jours, il existe une production industrielle faible mais suivie en Grande-Bretagne. C'est la première fraise à mûrir.
Le 17 août 1714, l'officier savoyard du génie maritime Amédée François Frézier (Frézier n'étant pas un aptonyme), qui avait embarqué à St-Malo le 7 janvier 1712 sur le Saint-Joseph, rapporte en fraude du Chili plusieurs plants de Blanches du Chili, dont cinq survivent au voyage, des fraisiers à gros fruits blancs cultivés là-bas depuis longtemps par les Amérindiens Mapuchès, le (Fragaria chiloensis subsp. chiloensis f. chiloensis Staudt). Ces fraisiers se révélèrent être uniquement des plants femelles ne pouvant pas donner de fruits sans plant mâle. Quelques décennies plus tard, après importation de plants fertiles, la culture de blanches du Chili a été tentée en Grande-Bretagne (en 1824 trois variétés sont décrites) mais elle est peu résistante au froid et, sous le climat anglais, il est rarement possible de l'amener à fructifier et, même alors, il est difficile de la faire mûrir correctement. La culture de blanches du Chili a été relancée au début des années 2000 mais les quantités produites restent marginales.

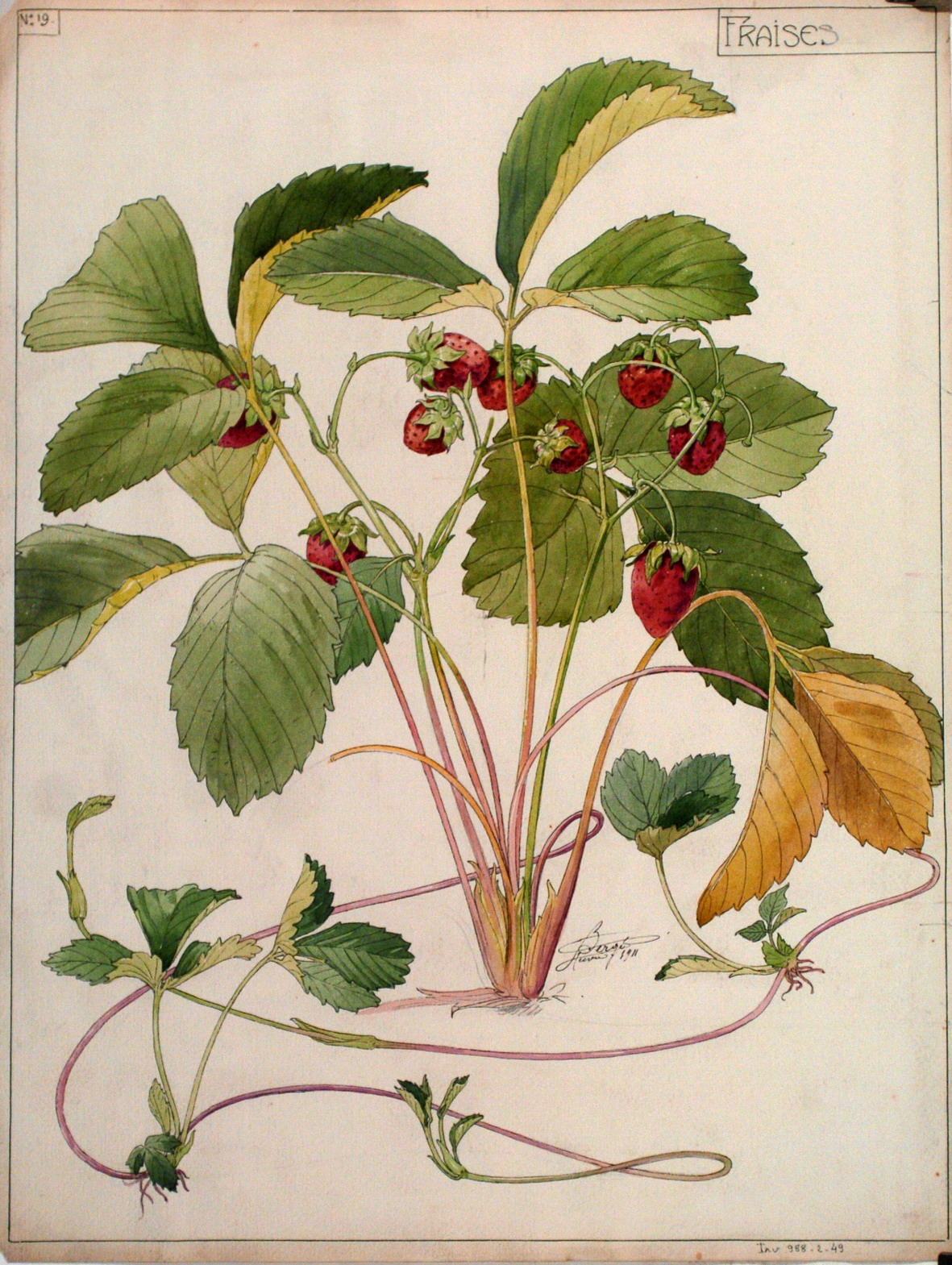
Étude de fraises, 1911, Henri Bergé, Musée de l'École de Nancy.

Vers 1740, le botaniste Antoine Nicolas Duchesne observe que de beaux fruits sont obtenus lorsqu'un fraisier du Chili est cultivé près d'un fraisier de Virginie. Cette pollinisation fortuite, qui se produit notamment en Bretagne (autours de Dirinon, Loperhet et Plougastell), en Angleterre et aux Pays-Bas, est à l'origine d'un nouvel hybride qui associe la saveur de Fragaria virginiana et la grosseur du fruit de Fragaria chiloensis, et qui possède un parfum d'ananas à l'origine de son nom botanique : Fragaria ×ananassa Duch. C'est de cet hybride que provient l’essentiel des variétés de fraises à gros « fruits » que l’on cultive désormais.
C'est en Angleterre que seront en premier créées plusieurs variétés issues de cette hybridation, et qu'en sera développée la culture industrielle. L' Angleterre dominera longtemps le marché européen de la fraise, en concurrence avec Plougastel en Bretagne.
En 1740, la ville de Plougastel (près de Brest), déjà productrice de fraisier des bois, devient le premier lieu de production de cette nouvelle espèce dite « fraise de Plougastel ». Cette culture devient la spécialité de la commune, qui produisait près du quart de la production française de fraises au début du XXe siècle.

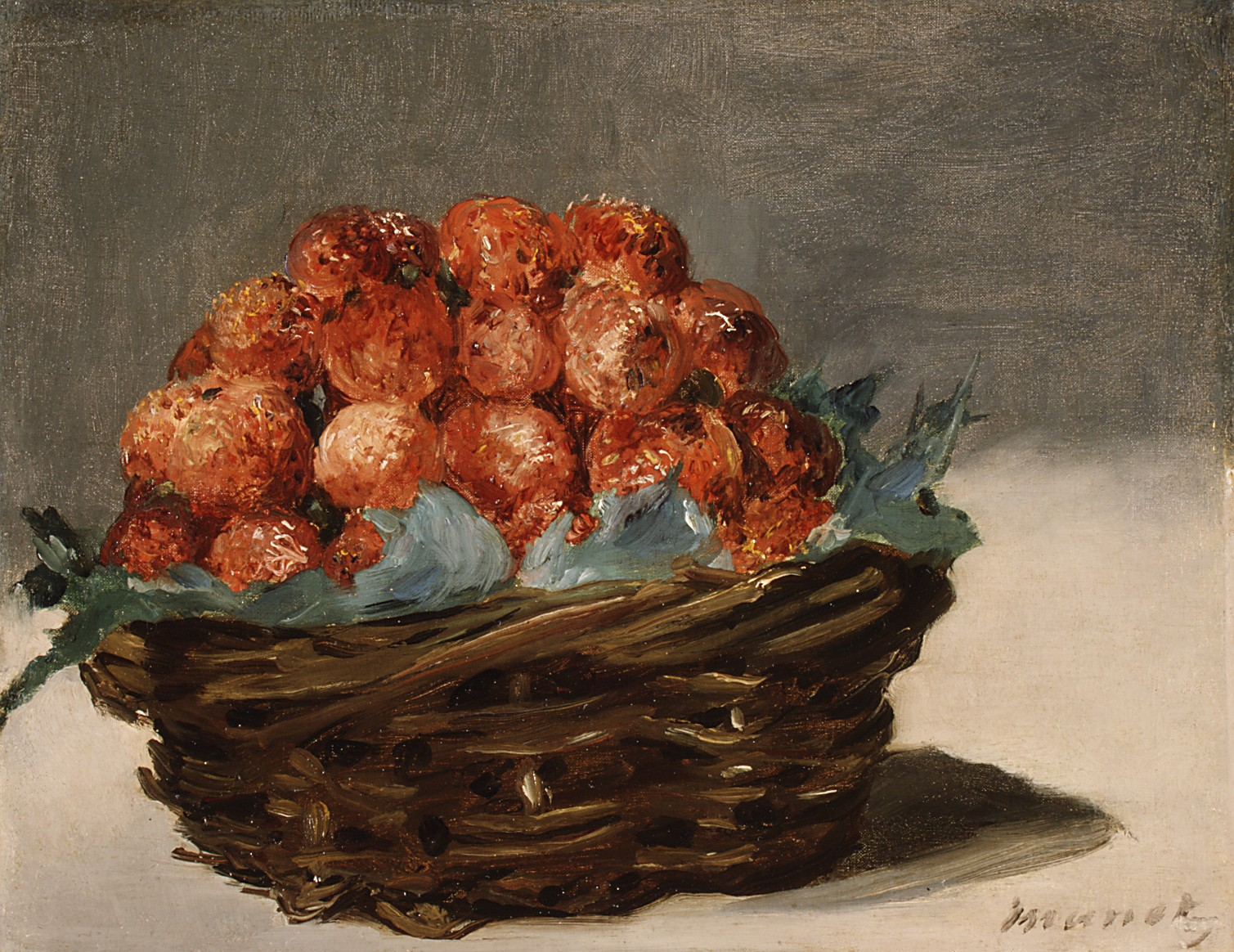
Fraises, 1882
Édouard Manet
Metropolitan Museum (New York)

Vers 1940, la Californie devient le premier producteur mondial de fraises.
En Belgique, la région de Wépion connaît un essor semblable dès le milieu du XXe siècle. L’activité se développa surtout dans l’entre-deux-guerres et atteindra son apogée dans les années 1950-1960. Leur réputation est telle que les fraises de Wépion sont commercialisées aux Halles de Paris, et ensuite au marché de Rungis qui leur succédera. Au début des années 1970, l’activité décline et ce n'est qu’à la fin des années 1990 qu’on observe un regain. Le secteur se professionnalise et la criée de Wépion devient la plate-forme de commercialisation d’un fruit cueilli à maturité, vendu via des circuits courts.
Une variété légèrement plus petite est obtenue dans le Sud de la France à partir de croisements avec des fraisiers nains méditerranéens, moins exigeants en eau, la gariguette, variété de fraise la plus vendue en France et issue de travaux de l'Institut national de la recherche agronomique. Elle a été mise au point par Georgette Risser, ingénieure à l'Inra, en 1976, dans le laboratoire de Montfavet.

## Description
Les fraises se développent à partir du réceptacle charnu des fleurs. Ce sont donc des faux fruits. De forme ovoïde oblongues plus ou moins arrondies, elles sont de couleur rouge ou jaune blanchâtre selon les variétés.
Au sens botanique du terme, les « vrais » fruits des fraisiers sont en fait les akènes, ces petits grains secs disposés régulièrement dans des alvéoles plus ou moins profondes sur les fraises. Ils sont de couleur verte à brune, et renferment chacun soit un ovule (non fécondé), soit une graine (ovule fécondé) qui contient elle-même un germe.

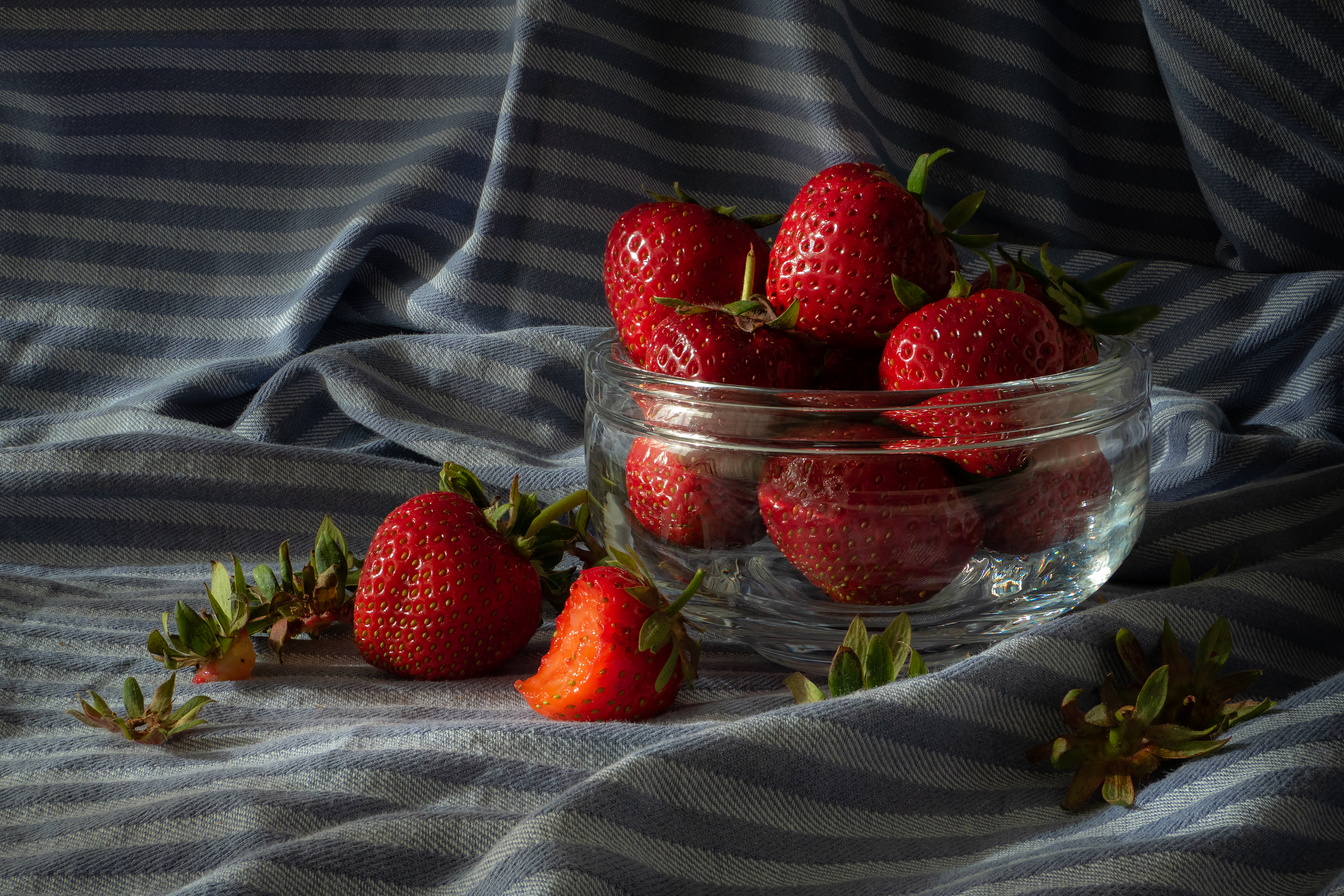
Fraises, en essayant de retrouver la lumière des natures mortes hollandaises du XVIIè siècle. Juin 2021.

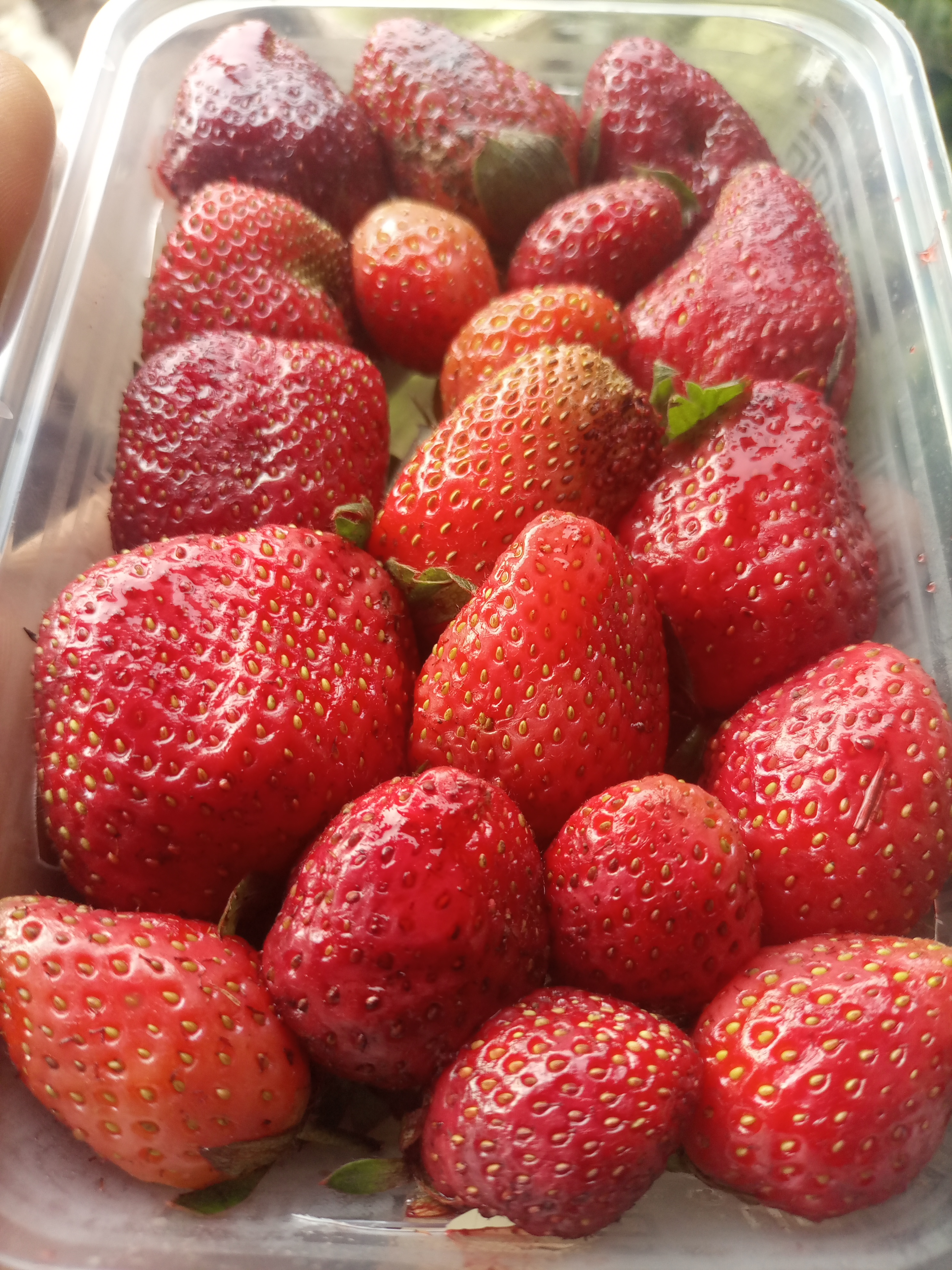
Des fraises fraiches.

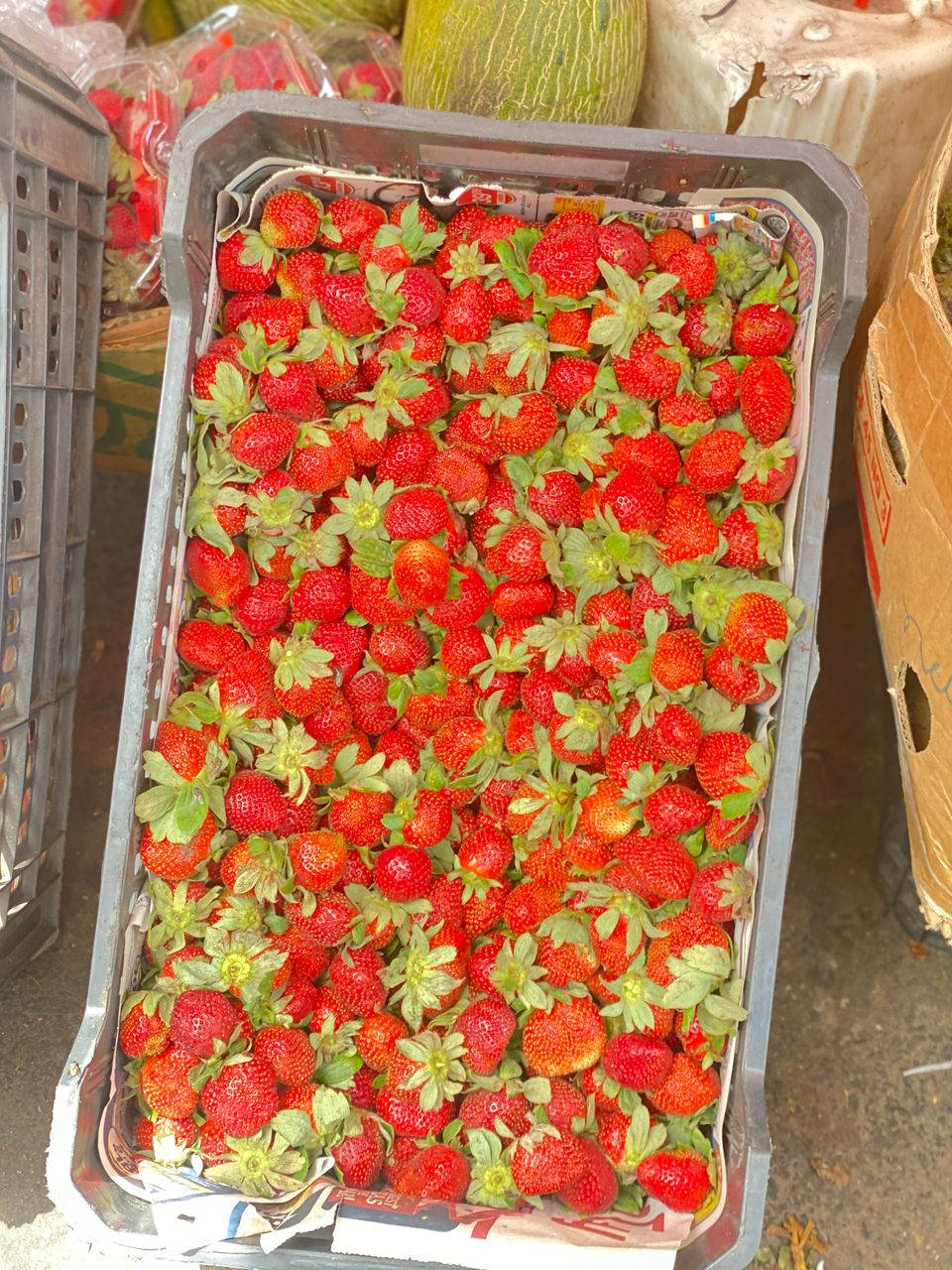
Des fraises.

Le corps charnu des fraises formé à partir du réceptacle floral (induvie hypertrophié sous l'effet des auxines) est consommé avec ou sans les akènes. Ce sont les akènes qui produisent une hormone permettant au faux-fruit de grossir.

Le poids des fraises et des akènes est lié au cultivar, mais aussi au mode de pollinisation. Les pollinisations croisées produisent des fraises et des akènes plus gros que les fruits obtenus par autofécondation. Les abeilles en butinant favorisent les pollinisations croisées, plus que l'action du vent ou que l'auto-pollinisation. Elles permettent d'obtenir des fruits plus gros et plus fermes. 

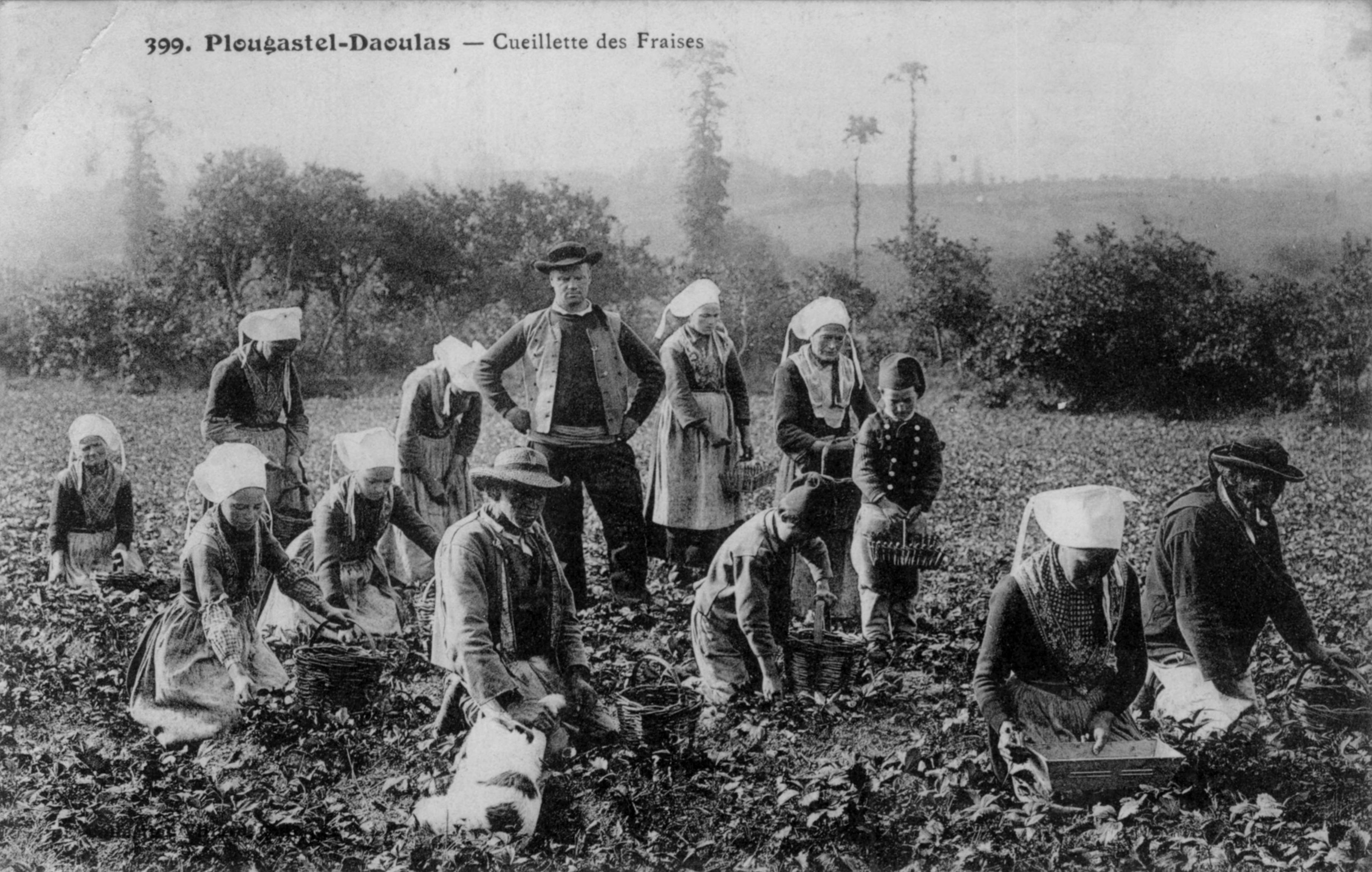
Plougastel-Daoulas, cueillette des fraises.

La plus grosse fraise du monde fut cultivée par M. Ariel Chahi, maraicher israélien en février 2021. Elle faisait 18 centimètres de long, 4 de large, 34 de circonférence pour un poids total de 289 grammes.

## Variétés

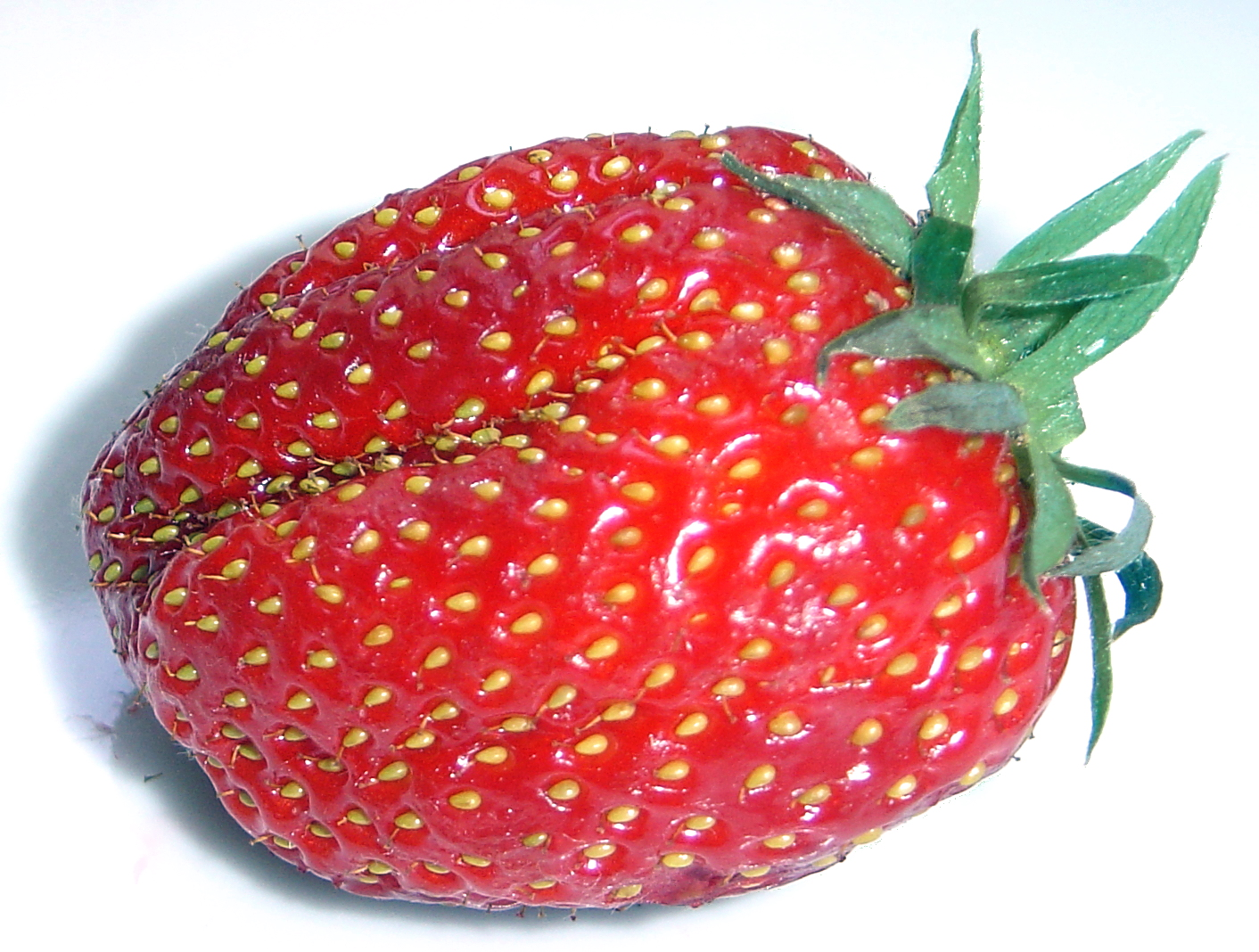
Fraise gariguette.

Voir la page dédiée Liste de variétés de fraises.

### Quelques améliorations variétales
Arômes
Alors que les programmes de sélections mondiaux portent sur la forme, la couleur et la fermeté, les sélectionneurs français sont parmi les seuls à travailler sur l'arôme des fruits.[réf. nécessaire] Les variétés 'Belrubi', 'Ciflorette', 'Gariguette', 'Mara des bois', en sont les références.[réf. nécessaire]
Des hybridations avec d'autres espèces principalement Fragaria moschata et F. vesca ont introduit de nouveaux arômes de fruits.
Fleurs roses
L'hybridation entre des espèces du groupe des Potentilles et des Fragaria, commercialisée pour la première fois en 1989, a permis l'obtention de fraisiers produisant des fruits de taille presque équivalente à Fragaria ×ananassa mais à fleurs roses : 'Camara', 'Fragoo', 'Lipstick', 'Loran', 'Pink panda', 'Red ruby', 'Rosalyne', 'Serenata', 'Tristan', 'Toscana', 'Vivarosa'.
Fraisier de semis
Variétés F1 reproductible par semis : 'Elan', 'Karan', 'Loran' [réf. nécessaire]
Niveaux de ploïdie différent
Des croisements avec Fragaria vesca polyploïde ont donné une nouvelle espèce Fragaria ×vescana à 70 chromosomes (2n=10x=70) produisant des fruits associant un arôme proche de F. vesca avec quasiment la grosseur de F. ×ananassa : variétés 'Florika', 'Rebecka', 'Sara', 'Spadecka'.
Nutrition
Sélectionnée au Québec en 1996, la fraise Authentique Orléans permettrait de prévenir le diabète chez les personnes obèses. Des analyses ont montré sa teneur beaucoup plus élevée en polyphénols antioxydants (principalement l'acide ellagique) que certaines autres variétés.

## Production
Les maraîchers qui produisent des fraises sont appelés fraisiculteurs.

### Période de production

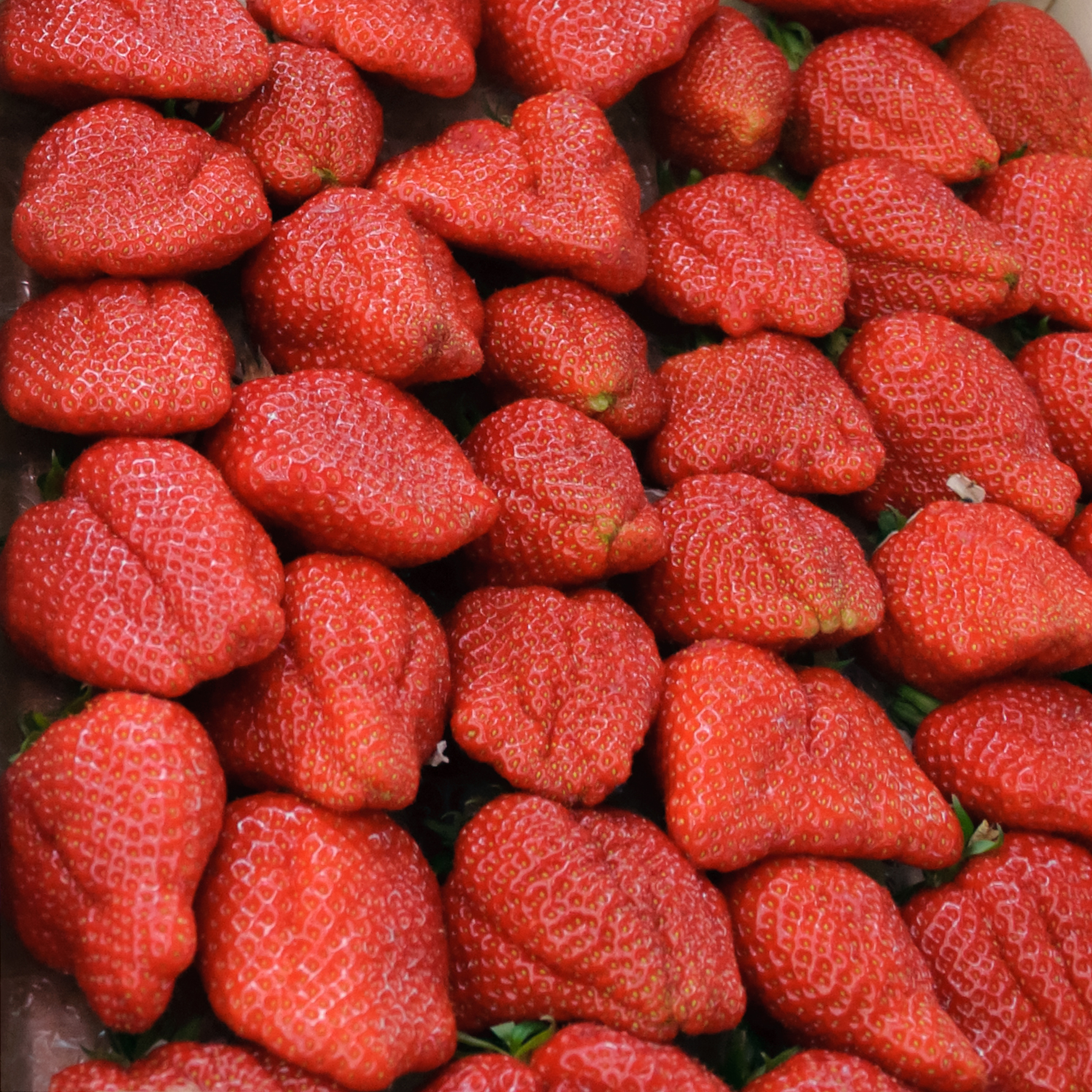
Fraises en vente au marché d'intérêt national de Rungis

Selon la variété, la saison de maturation des fraises s'étend de mai à septembre dans l'hémisphère Nord. Par des techniques de cultures artificialisées de types hors-sol, sous tunnel et chauffée, il est possible de produire des fraises en dehors de la période d'avril à novembre.

### En France
La production française est, en 2017, de 56 945 tonnes, pour une surface cultivée de 3 347 ha, soit un rendement de 17 tonnes à l'hectare[réf. à confirmer]. La production française se concentre en Aquitaine (52 % de la production), Rhône-Alpes (18 %), Val de Loire (10 %), Provence (9 %), Midi-Pyrénées (8 %) et Bretagne (3 %). 90 % des ventes sont réalisées par le biais d'une dizaine de variétés (essentiellement Gariguette). La fraisiculture française, encore au 5e rang en Europe en 2005, décline depuis les années 1980. Produit fragile qui nécessite une main d'œuvre importante pour sa cueillette, les fraisiculteurs français sont concurrencés par des productions de fraises issues de pays au coût de main d'œuvre moins élevé. En 2017 les importations se sont élevées à 73 138 tonnes pour des exportations de 11 203 tonnes.
Les filières intensives françaises misent sur la protection européenne de certaines de leurs marques de certification géographiques via le label IGP pour les marques « Fraise du Périgord » ou « Fraise de Nîmes » mais aussi sur la protection nationale via un label : le Label rouge. Un premier label a été attribué en 2009 à la marque « Fraise du Lot et Garonne ». Un second label « Fraises » (LA no 01/17), attribué le 28 juin 2017, concerne trois variétés (cirafine, gariguette et mariguette) pour lesquelles 36 producteurs ont été identifiés, dont la coopérative maraîchère de l'ouest (CMO SCA) SAVEOL, en ce qui concerne la gariguette. Par ailleurs, en 1998, les agriculteurs français ont créé la marque « Fraise de France ». Il s'agit également d'une marque de certification collective (40 % de la production française) mais qui n'est identifiée par aucun label de qualité. Le cahier des charges de cette dernière marque stipule un engagement du fraisiculteur à la mise en œuvre d'une agriculture raisonnée et à la traçabilité.
Les filières biologiques de fraises sont en expansion sur le territoire national. Des fiches techniques sont éditées pour leur production.

### En Espagne
L'Espagne, en particulier le sud andalou, a accru sa production de fraises dans les années 1980. Celle-ci fait l'objet d'une culture intensive, sous serre, essentiellement assurée par des journaliers andalous, remplacés dans les années 1990 par des femmes polonaises, roumaines puis marocaines. Cet appel à des personnes dotées d'un permis de séjour temporaire lié à leur contrat de travail, a fait objet de critiques quant à la non-durabilité et au dumping social,.
En 2000, la Ley de Extranjería (es) (« loi sur les étrangers ») a créé un permis de résidence spécifique, qui donne « une autorisation de résidence temporaire et de travail où seront indiqués le secteur géographique et le secteur d’activité autorisés ainsi que la durée de cette autorisation qui coïncidera avec la durée du contrat ». Seules sont embauchées les femmes mariées ou l’ayant été et ayant des enfants de moins de treize ans. Selon divers producteurs, la rentabilité de la production repose entièrement sur ce système de contratacion en origen.
Sur les 330 000 tonnes récoltées en 2006, un quart (83 000 tonnes) a été exporté vers la France (dont les importations de fraises proviennent à 78 % de l'Espagne et à 15 % du Maroc). Ces fraises espagnoles sont essentiellement achetées à bas prix par les grandes surfaces qui les revendent aux consommateurs dont la consommation annuelle totale (en France) est d'environ 130 000 tonnes.
Le WWF France a demandé aux supermarchés de vérifier que leurs fournisseurs cultivaient légalement les fraises en respectant un cahier des charges rigoureux en matière d’impact environnemental.

### Dans le monde
Le tableau ci-dessous reprend l'ensemble des pays ayant produit plus de 50 000 tonnes de fraises en 2018.
|              | 2018      | 2018  | 2015      | 2010      | 2005      | 2000      | 1990           | 1990   |
| ------------ | --------- | ----- | --------- | --------- | --------- | --------- | -------------- | ------ |
| Chine        | 2 955 000 | 35 %  | 2 804 000 | 1 794 000 | 1 957 000 | 1 180 000 | non disponible | -      |
| États-Unis   | 1 296 000 | 16 %  | 1 390 000 | 1 294 000 | 1 053 000 | 863 000   | 569 000        | 23,1 % |
| Mexique      | 654 000   | 7,8 % | 393 000   | 227 000   | 163 000   | 141 000   | 107 000        | 4,3 %  |
| Turquie      | 441 000   | 5,3 % | 376 000   | 300 000   | 200 000   | 130 000   | 51 000         | 2,1 %  |
| Égypte       | 363 000   | 4,3 % | 435 000   | 238 000   | 100 000   | 71 000    | 43 000         | 1,7 %  |
| Espagne      | 345 000   | 4,1 % | 397 000   | 275 000   | 321 000   | 345 000   | 207 000        | 8,4 %  |
| Corée du Sud | 213 000   | 2,6 % | 195 000   | 232 000   | 202 000   | 181 000   | 108 000        | 4,4 %  |
| Russie       | 199 000   | 2,4 % | 182 000   | 165 000   | 221 000   | 160 000   | 88 000         | 3,6 %  |
| Pologne      | 196 000   | 2,3 % | 205 000   | 153 000   | 185 000   | 171 000   | 241 000        | 9,8 %  |
| Japon        | 163 000   | 2,0 % | 159 000   | 178 000   | 196 000   | 205 000   | 217 000        | 8,8 %  |
| Maroc        | 143 000   | 1,7 % | 141 000   | 141 000   | 119 000   | 105 000   | 1 000          | 0,0 %  |
| Allemagne    | 142 000   | 1,7 % | 173 000   | 157 000   | 147 000   | 104 000   | 74 000         | 3,0 %  |
| Royaume-Uni  | 132 000   | 1,6 % | 115 000   | 103 000   | 69 000    | 37 000    | 52 000         | 2,1 %  |
| Italie       | 119 000   | 1,4 % | 143 000   | 154 000   | 147 000   | 196 000   | 188 000        | 7,6 %  |
| Bélarus      | 79 000    | 1,0 % | 90 000    | 59 000    | 35 000    | 13 000    | voir Russie    | -      |
| Pays-Bas     | 65 000    | 0,8 % | 58 000    | 43 000    | 39 000    | 34 000    | 32 000         | 1,3 %  |
| Ukraine      | 62 000    | 0,7 % | 64 000    | 57 000    | 46 000    | 32 000    | voir Russie    | -      |
| Grèce        | 59 000    | 0,7 % | 66 000    | 11 000    | 7 000     | 9 000     | 9 000          | 0,3 %  |
| Iran         | 59 000    | 0,7 % | 58 000    | 31 000    | 38 000    | 25 000    | 8 000          | 0,3 %  |
| Colombie     | 58 000    | 0,7 % | 53 000    | 43 000    | 18 000    | 19 000    | 11 000         | 0,4 %  |
| Australie    | 57 000    | 0,7 % | 46 000    | 29 000    | 24 000    | 15 000    | 5 000          | 0,2 %  |
| France       | 54 000    | 0,6 % | 58 000    | 52 000    | 52 000    | 60 000    | 87 000         | 3,5 %  |
| Autres pays  | 482 000   | 5,8 % | 434 000   | 460 000   | 373 000   | 396 000   | 309 000        | 15,3 % |
| Total        | 8 337 000 | 100 % | 8 086 000 | 6 155 000 | 5 731 000 | 4 469 000 | 2 462 000      | 100 %  |

### Fraises bénéficiant d’un label

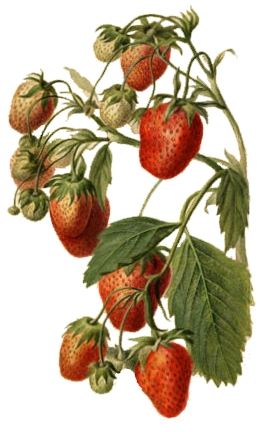
Aquarelle d'un plant de fraisier de 1890 par Deborah Griscom Passmore.

#### Fraise du PérigordIGP
La fraise apparaît dans le Périgord vers 1895, on la trouve alors dans la région de Saint-Estèphe où elle pousse « naturellement » et sur Église-Neuve-de-Vergt où elle a été introduite par des immigrés bretons après la guerre de 1914-1918. Elle était, à l’époque, cultivée entre les rangs de vigne. Il s'agissait de gros fruits de variétés disparues. Sa culture se développe peu après la Seconde Guerre mondiale de manière plus massive.
L’Union européenne a enregistré comme IGP la « Fraise du Périgord » (France) en 2004.

#### Fraise de Nîmes IGP
La culture de la fraise dans le Gard est traditionnellement marginale avec de faibles volumes produits. En 1941, la production était de 408 quintaux dont 20 % provenait de l'aire de l'IGP.
En 1964, la production est de 5 000 quintaux provenant d'une soixantaine d'hectare.
En 2012, l'aire IGP concentre plus de 50 % de l'ensemble des surfaces cultivées en fraise dans le Gard.
L'INAO a approuvé le plan de contrôle relatif à l'indication géographique protégée « Fraises de Nîmes », en date du 16 février 2010. L'arrêté d'homologation a été publié le 15 juin 2012.

#### Fraise de Cachoubie IGP
L'Union européenne a enregistré l’IGP (indication géographique protégée) « truskawka kaszubska » ou « kaszëbskô malëna » (« fraise de Cachoubie » en polonais et en langue cachoube) le 28 novembre 2009. La spécificité de la fraise de Cachoubie tient en particulier à son arôme et à son parfum très prononcés, exceptionnels et intenses. Son goût est plus sucré que celui des fraises provenant d’autres régions.

#### Fraise Label rouge

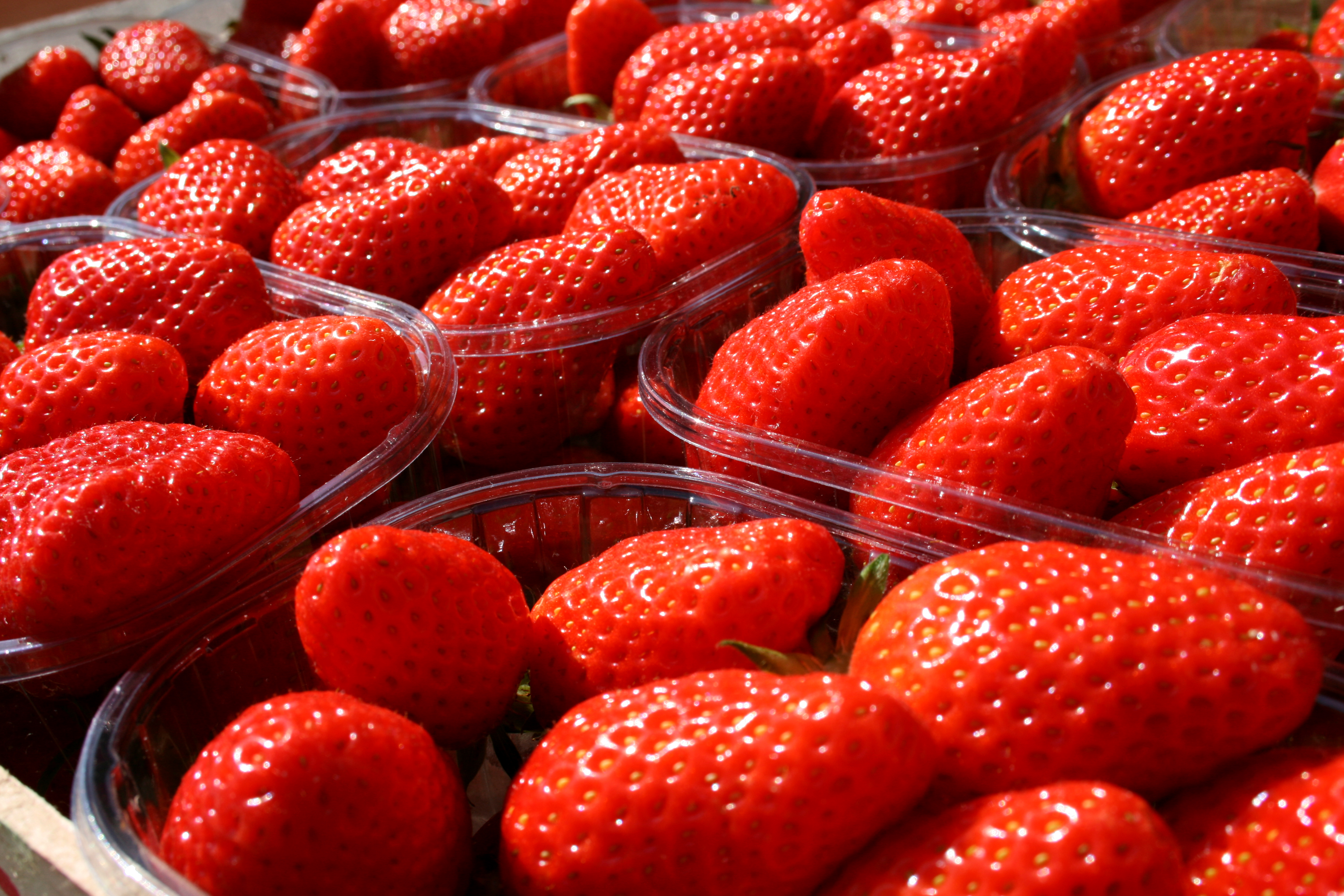
Gariguettes Label Rouge litées dans des barquettes de 250 g.

L’État français, par le biais de l'Institut national de l'origine et de la qualité, a enregistré la « Fraise du Lot-et-Garonne » comme Label rouge géré par l'Association interprofessionnelle de la fraise du Lot-et-Garonne (AIFLG) pour les variétés Gariguette et Ciflorette en 2009, puis la variété Charlotte en 2011.

### Conservation
Certains fraisiers étant cultivés de manière industrielle et dans de mauvaises conditions, leurs fruits peuvent encore contenir des résidus de pesticides mais ceux-ci ne sont tout de même pas employés sur les fraises après récolte.
La fraise est un fruit très périssable. Par conséquent, après la récolte, le refroidissement immédiat, le stockage à 0 °C, la prévention des dommages physiques aux fruits, et le transport avec des doses élevées de dioxyde de carbone sont des méthodes employées par les fraisiculteurs pour contrôler les maladies. En outre, il faut prendre soin d’éliminer les fruits malades ou blessés lors de la récolte pour éviter qu’ils ne contaminent les fruits sains voisins.
La méthode conservant l'intégrité nutritionnelle d'une fraise restera toujours la consommation immédiate après la récolte.

## Composition nutritionnelle

### Apport énergétique et composition générale
L'apport énergétique pour 100 g de fraises est en moyenne de  38 kcal (soit 162 kJ). Du fait de sa forte proportion en eau (environ 90 %), l'apport énergétique de cet aliment est extrêmement faible.
La composition nutritionnelle générale moyenne pour 100 g de fraises est détaillée dans le tableau ci-dessous :
| Composant                       | Masse  |
| ------------------------------- | ------ |
| Eau                             | 90,3 g |
| Protides                        | 0,6 g  |
| Lipides                         | 0,2 g  |
| dont acides gras poly-insaturés | 0,1 g  |
| dont acides gras mono-insaturés | traces |
| dont acides gras saturés        | traces |
| Glucides                        | 6,0 g  |
| dont sucres                     | 5,6 g  |
| Fibres                          | 3,8 g  |

### Minéraux, oligo-éléments et vitamines
La composition nutritionnelle moyenne en sels minéraux, en oligo-éléments et en vitamines pour 100 g de fraises est détaillée dans les tableaux ci-dessous :
| Sels Minéraux | Masse  |
| ------------- | ------ |
| Potassium     | 171 mg |
| Phosphore     | 23 mg  |
| Magnésium     | 14 mg  |
| Calcium       | 13 mg  |
| Sodium        | 2 mg   |

| Oligo-éléments | Masse  |
| -------------- | ------ |
| Manganèse      | 300 µg |
| Fer            | 180 µg |
| Zinc           | 110 µg |
| Cuivre         | 26 µg  |
| Iode           | 0,6 µg |
| Sélénium       | traces |

| Vitamines             | Masse   |
| --------------------- | ------- |
| Vitamine C            | 67,4 mg |
| Vitamine B3           | 0,49 mg |
| Vitamine E            | 0,37 mg |
| Vitamine B5           | 0,23 mg |
| Vitamine B9           | 0,07 mg |
| Vitamine B6           | 0,05 mg |
| Vitamine B1           | 0,02 mg |
| Vitamine B2           | 0,02 mg |
| Vitamine K            | 0,01 mg |
| Provitamine A         | traces  |
| équivalent vitamine A | 12 UI   |

La fraise est source de manganèse et de potassium. Les autres sels minéraux et les oligo-éléments présents ne le sont pas en quantité suffisante pour représenter un apport nutritionnellement intéressant.
La fraise est très riche en vitamine C et riche en vitamine B9 (acide folique).
La fraise contient aussi des polyphénols (98 mg pour 100 g de fraises) principalement (à 87 %) sous forme de flavonoïdes.
La supplémentation alimentaire avec des fraises améliore les facteurs de risque spécifiques des maladies cardiovasculaires.

### Allergies alimentaires
Des  allergies alimentaires sont fréquemment attribuées aux fraises. Si la fraise peut provoquer des réactions parfois impressionnantes, l'on ne peut parler d'allergie vraie (car non médié par des IgE), cette réaction étant non spécifique. Toutefois, chez l'enfant, il est recommandé de retarder l'introduction de ce fruit dans l'alimentation après 6 mois pour prévenir une réaction à ce fruit.

## Utilisation

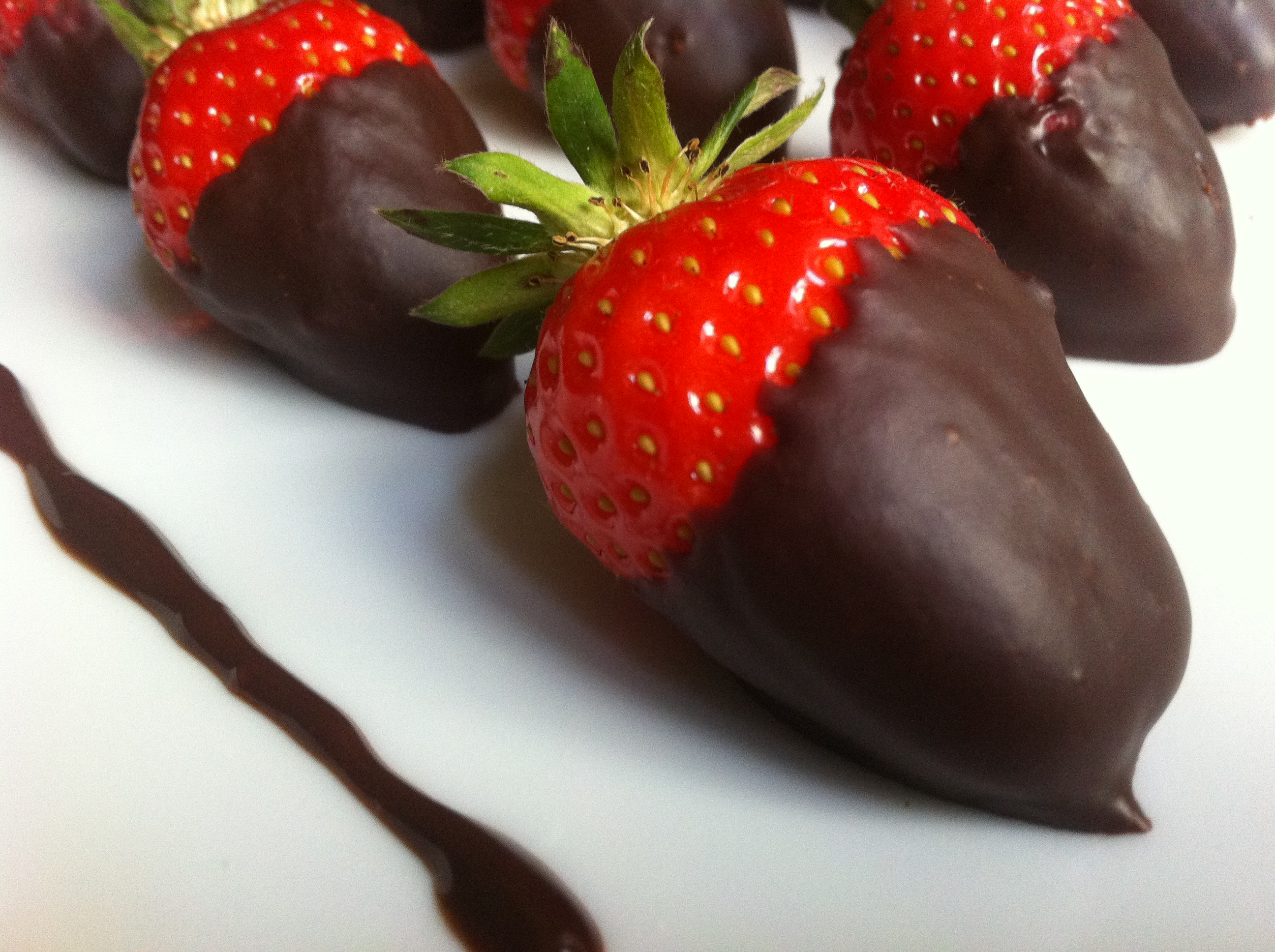
Des fraises au chocolat.

Les fraises sont consommées le plus souvent :
- entières, nature, avec du sucre, de la crème (crème fraîche, crème chantilly), du vin, parfois du citron, du sel, voire du chocolat ;
- en pâtisserie sous forme de tarte aux fraises, de fraisier, de fraise Melba ;
- en morceaux dans des yaourts ;
- en crème glacée ou en sorbet ;
- en confiture ou en gelée (après épépinage) ;
- en coulis ;
- etc.

## Aspects culturels

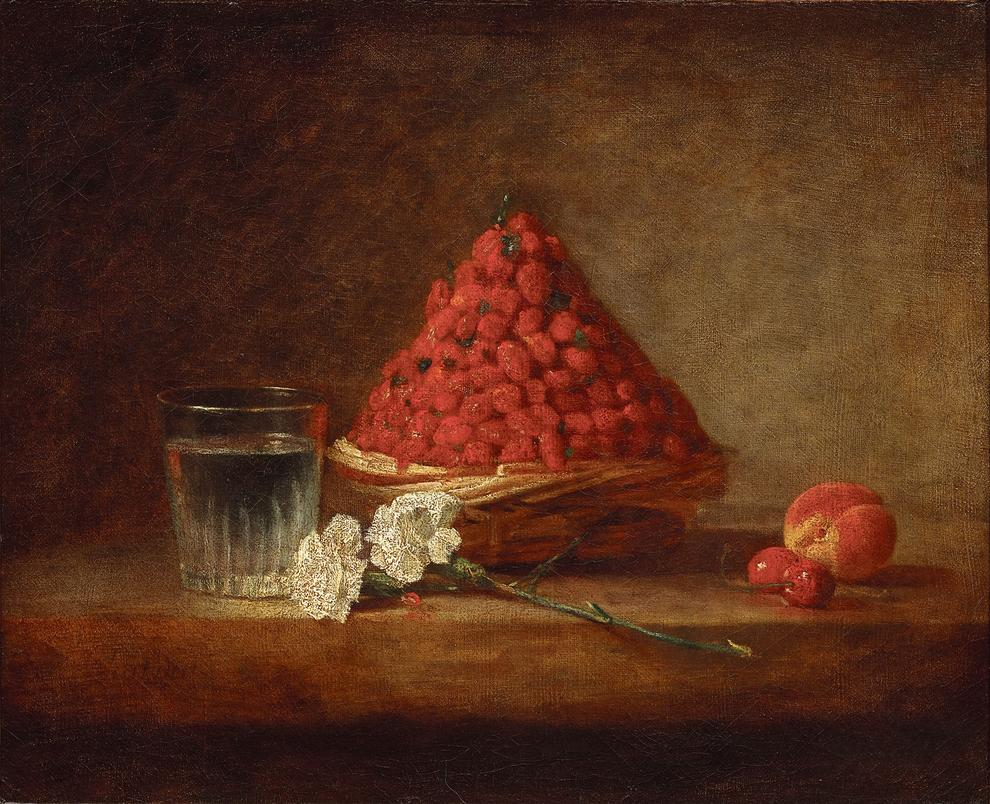
Jean-Baptiste Siméon Chardin, Le Panier de fraises des bois.

### Expressions
- ramener sa fraise : selon le contexte, s'approcher ou s'exprimer de façon prétentieuse
- se manier la fraise : se dépêcher
- sucrer les fraises : être agité de tremblements, s'agissant d'un ivrogne ou d'une personne atteinte de sénilité
- aller aux fraises : chercher un lieu écarté pour s'adonner à des ébats amoureux
- être aux fraises : lorsque son équipe sportive essuie une défaite
- se paqueter la fraise : se saouler

### Institutions et manifestations
- Le conservatoire de la fraise est situé au château du Moulin à Lassay-sur-Croisne en Sologne.
- Plougastel héberge depuis 1997, le « Musée de la Fraise et du Patrimoine ».
- Wépion, près de Namur en Belgique, héberge également un musée de la Fraise.
- La plus ancienne fête des fraises d'Europe (1925) se déroule à Bièvres dans l'Essonne, à une quinzaine de kilomètres de Paris, tous les ans, au mois de juin. La culture de la fraise débuta dans la commune en 1883.
- La fête annuelle de la fraise du Périgord a lieu à Vergt le troisième dimanche du mois de mai[35].
- La fraise se fête également chaque année à Samer dans les Hauts-de-France en juin[36].
- Suonenjoki en Finlande est également très connue dans le monde pour ses fraises de première classe et les « Carnaval de la fraise » (Mansikkakarnevaalit) qui ont lieu en juillet[37],[38],[39].

### Calendrier
Le 11e jour du mois de prairial du calendrier républicain / révolutionnaire français est officiellement dénommé jour de la fraise, généralement chaque 30 mai du calendrier grégorien.